# Zwarte slangen
Zwarte slangen (Pseudechis) zijn een geslacht van slangen uit de familie koraalslangachtigen (Elapidae) en de onderfamilie Elapinae.

## Naam en indeling
De wetenschappelijke naam van de groep werd voor het eerst voorgesteld door Johann Georg Wagler in 1830. De slangen werden eerder aan andere geslachten toegekend, zoals Naja, Denisonia, Cannia, Pailsus, Panacedechis, Trimeresurus, Coluber en Acanthophis. Er zijn negen soorten, inclusief de pas in 2000 beschreven soort Pseudechis rossignolii.

## Uiterlijke kenmerken
De slangen bereiken een lichaamslengte van ongeveer 1 tot 2,5 meter. De brede, afgeplatte kop is duidelijk te onderscheiden van het lichaam door de aanwezigheid van een insnoering. De ogen zijn relatief groot en hebben een donkere tot rode iris en een ronde pupil. De slangen hebben 17 tot 19 rijen schubben in de lengte op het midden van het lijf, de schubben hebben een glanzend oppervlak. Onder de staart zijn zowel gepaarde als ongepaarde schubben aanwezig.

## Levenswijze
Zwarte slangen zijn bodembewoners die 's nachts actief zijn als het warm is en ook overdag tevoorschijn komen bij lagere temperaturen. Ze leven in holle bomen en verlaten holen van andere dieren. De vrouwtjes zetten meestal eieren af, maar van de zwarte adder (Pseudechis porphyriacus) is bekend dat de juvenielen in een membraan ter wereld komen en direct uitkomen. Op menu staan kleine gewervelde dieren. Alle soorten zijn giftig, zwarte slangen zijn verantwoordelijk voor vele fatale beten bij mensen en worden beschouwd als zeer gevaarlijk.

## Verspreiding en habitat
De soorten komen voor in delen van zuidelijk Azië in de landen Papoea-Nieuw-Guinea, Indonesië en in Australië. De habitat bestaat uit droge savannen, scrublands, bossen en graslanden.

## Beschermingsstatus
Door de internationale natuurbeschermingsorganisatie IUCN is aan acht soorten een beschermingsstatus toegewezen. Zeven soorten worden beschouwd als 'veilig' (Least Concern of LC) en een soort als 'onzeker' (Data Deficient of DD).

## Soorten
Het geslacht omvat de volgende soorten, met de auteur en het verspreidingsgebied.
| Naam                                   | Auteur                   | Verspreidingsgebied                                                                            |
| -------------------------------------- | ------------------------ | ---------------------------------------------------------------------------------------------- |
| Pseudechis australis                   | Gray, 1842               | Australië (New South Wales, Noordelijk Territorium, Queensland, West-Australië, Zuid-Australië |
| Pseudechis butleri                     | Smith, 1982              | Australië (West-Australië)                                                                     |
| Pseudechis colletti                    | Boulenger, 1902          | Australië (Queensland)                                                                         |
| Pseudechis guttatus                    | De Vis, 1905             | Australië (New South Wales, Queensland)                                                        |
| Pseudechis pailsei                     | Hoser, 1998              | Australië (Queensland)                                                                         |
| Pseudechis papuanus                    | Peters & Doria, 1878     | Papoea-Nieuw-Guinea, Australië (Queensland; Straat Torreseilanden)                             |
| Zwarte adder (Pseudechis porphyriacus) | Shaw, 1794               | Australië (New South Wales, Queensland, Victoria, Zuid-Australië)                              |
| Pseudechis rossignolii                 | Hoser, 2000              | Papoea-Nieuw-Guinea, Indonesië                                                                 |
| Pseudechis weigeli                     | Wells & Wellington, 1987 | Australië (West-Australië; Kimberley)                                                          |